# Diefje
Het diefje (Ptinus fur) is een keversoort uit de familie klopkevers (Ptinidae). De wetenschappelijke naam van de soort werd in 1758 gepubliceerd door Carl Linnaeus.